# Somorejo
Somorejo is een bestuurslaag in het regentschap Purworejo van de provincie Midden-Java, Indonesië. Somorejo telt 2066 inwoners (volkstelling 2010).